# Risin og Kellingin

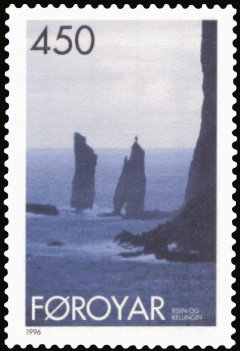
Risin og Kellingin na známce FR 287

Risin og Kellingin (/rísin o čedlindžin/ česky: Obr a Čarodějnice) jsou dva skalní sloupy tyčící se v Norském moři u severního cípu ostrova Eysturoy. Nacházejí se asi 2 km od faerské obce Eiði. Risi (Obr) je vysoký 71 m a Kelling (Čarodějnice; blíže k pevnině) 68 m. Podle legendy jde o obra a čarodějnici, kteří chtěli Faerské ostrovy odtáhnout k Islandu, ale nestihli to do rána a tak zkameněli.